# Dríops
Els dríops (grec antic: Δρύοπες, llatí: Dryopes) eren una de les tribus més antigues de Grècia. Es diu que vivien a la regió del mont Eta i valls adjacents, en un districte que prenia el seu nom: Driòpida. El seu territori es va estendre cap al nord, fins al riu Esperqueu, segons Heròdot. Aquesta regió encara s'anomenava així en temps d'Estrabó, que diu que estaven organitzats en una tetràpolis, és a dir en un districte amb quatre ciutats. El seu heroi epònim és Dríops, fill d'Esperqueu.
La tradició deia que Hèracles, amb l'ajuda dels melieus, va expulsar els dríops del seu país i el va donar als doris. Els dríops es van establir a Hermíona i a Àsine, a l'Argòlida, a Carist, a l'illa d'Eubea, i a la de Citnos, llocs on es troben els dríops en temps històrics, segons Heròdot, Estrabó, Aristòtil, Diodor de Sicília i Pausànias.
Dicearc de Messana anomena Driòpia la comarca del voltant d'Ambràcia, cosa que fa pensar que els dríops es van estendre també pel golf d'Ambràcia fins al mont Eta i el riu Esperqueu.